# نعيم مغبغب
نعيم مغبغب (11 يناير 1911 - 27 يوليو 1959) كان سياسيًا من لبنان. أسس مغبغب مع الرئيس اللبناني كميل شمعون حزب الوطنيين الأحرار.
انتخب مغبغب عضوًا في البرلمان اللبناني في العام 1953 وأعيد انتخابه عام 1957 وقد شغل منصب وزير الأشغال العامة في العام 1955 كما شكل مقاومة عسكرية تحت اسم «الحرس الوطني» في بشامون عام 1948 وقاد أيضًا الجبهة العسكرية في أزمة لبنان 1958 لتعزيز موقف كميل شمعون.
أُغتيل في 27 يوليو 1959 عندما هاجم أنصار المعارضة سيارته. حصل على أعلى شرف في لبنان: وسام الأرز الوطني.